# Vegafruit
Vegafruit — частная компания в Боснии и Герцеговине, изготавливающая продукты из овощей и фруктов, а также фруктовые соки. В 2004 году компания являлась крупнейшим производителем и экспортёром продуктов из овощей и фруктов, включая соки.

## История
Vegafruit была основана в июне 1994 году во время Боснийской войны беженцами из региона Добой. Она была создана Мухаремом Салихбашичем и его братом рядом с деревней Мала Брижесница. Сначала было организовано ручное производство двух продуктов (сливового варенья и томатного концентрата).
В 1995-1997 годах USAID оказало помощь в развитии деятельности компании: Business Consulting Department предоставил услуги по бизнес-консультированию и обучению сотрудников компании, а Business Finance Department в 1997 году профинансировал строительство первого производственного помещения и покупку оборудования для переработки овощей и фруктов на сумму 2 млн евро под 9,5% годовых без залога. В 1997 году компания вышла на иностранные рынки.
В 2001 году была приобретена автоматическая линия по розливу соков производительностью в 18 млн бутылок в год. В 2002 году была куплена линия по розливу соков в упаковку Tetra Pak. В последующие годы Vegafruit внедрила технологию массового производства различных продуктов, усовершенствовала инфраструктуру фабрики и приобрела землю для будущего развития.
В 2002 году в Боснии и Герцеговине была осуществлена приватизация государственных компаний, и Vegafruit приобрела более 70% акций компании Bosnaprodukt. Впоследствии на фабрике Bosnaprodukt была организована линия по производству варенья и установлен охлаждающий туннель для консервации свежих овощей и фруктов. Фабрика ежегодно может производить 4120 тонн продукции. Так как рабочие на фабрике работали в 2 смены, то объём выпуска продукции удалось увеличить на 70%. В 2004 году на ней было переработано 7000 тонн овощей и фруктов. В 2003 году Bosnaprodukt впервые за последние 15 лет получила прибыль.

## Основатели и руководство
Основными основателями Vegafruit являлись Мухарем Салихбашич (Muharem Salihbašić) и его брат Фадил Салихбашич (Fadil Salihbašić).